# Тат-Али
Тат-Али — вулкан, расположенный в северной части региона Афар (Эфиопия). Этот вулкан извергал различные типы лав, начиная с основных и заканчивая кислыми. Трещинный вулканизм характеризовался потоками базальтовой лавы.
Высота вулкана достигает 700 метров.